# Brian Rix
Pour les articles homonymes, voir Rix.
Brian Rix (27 janvier 1924 – 20 août 2016) est un acteur, producteur, manager et activiste britannique.

## Biographie
Acteur de théâtre dans les années 1950, il a été un des acteurs les mieux payés de la BBC dans les années 1960.
Il était marié à l'actrice Elspet Gray. Leur premier enfant étant trisomique, il est devenu militant pour les causes liés aux handicaps. Il était opposé à l'euthanasie.
Il a été Lord du parlement britannique entre 1992 et 2016.

## Théâtre

### Whitehall Theatre
- 1950–54 : Reluctant Heroes (1 610 représentations)
- 1954–58 : Dry Rot (1 475 représentations)
- 1958–61 : Simple Spymen (1 403 représentations)
- 1961–64 : One For the Pot (1 210 représentations)
- 1964–66 : Chase Me, Comrade (765 représentations)

## Filmographie

### Cinéma
- 1951 : Reluctant Heroes
- 1954 : What Every Woman Wants
- 1955 : Up to His Neck
- 1956 : Dry Rot
- 1957 : Not Wanted on Voyage
- 1960 : And the Same to You
- 1961 : Nothing Barred; The Night We Dropped a Clanger; The Night We Got the Bird;
- 1974 : Don't Just Lie There, Say Something!

### Télévision
Brian Rix a tenu plus de 90 rôles à la télévision pour la BBC, dont plus de 30 en direct.